# Vegard Harm
Vegard Harm Antonsen (* 1996) ist ein norwegischer Influencer und Moderator. Erste Bekanntheit erlangte er über die Videoplattform Vine, später insbesondere durch seine Zusammenarbeit mit Morten Hegseth.

## Leben
Harm stammt aus Stokke. Im Jahr 2013 erlangte er als 17-Jähriger über die Videoplattform Vine erste Bekanntheit. Im Jahr 2015 wirkte er gemeinsam mit der Influencerin Tara Shahin an der NRK-Serie Tara og Vegard mit. Als Vine im Jahr 2016 eingestellt wurde, hatte Harm mit rund einer halben Million Followern den größten norwegischen Account auf der Plattform.
Neben seiner Tätigkeit auf Vine und anderen sozialen Medien begann er für den zur Zeitung Verdens Gang gehörenden Online-TV-Auftritt VGTV zu arbeiten. Gemeinsam mit Morten Hegseth bildete er dort das Duo Harm & Hegseth. Das Duo erhielt einen Podcast und führte bis Ende 2021 acht Jahre durch das Boulevardmagazin Panelet. Im Jahr 2019 wurden die beiden beim Fernsehpreis Gullruten mit dem Publikumspreis ausgezeichnet. Harm wirkte zudem an Formaten wie der Web-Serie Vegard x Funkygine mit, die beim Medienpreis Årets mediepriser im Jahr 2018 als „Web-Serie des Jahres“ ausgezeichnet wurde. Beim norwegischen Influencerpreis Vixen Influencer Awards gewann Harm im Jahr 2019 die Auszeichnung in der Kategorie „Influencer des Jahres“. In den Jahren 2018 und 2019 moderierte er gemeinsam mit Christine Dancke das bei NRK übertragene VG-Lista-Konzert am Osloer Rathausplatz.
Harm war einer der Teilnehmer an der im Frühjahr 2021 ausgestrahlten Staffel der Reality-Serie Kompani Lauritzen. Im Jahr 2022 begannen Morten Hegseth und Vegard Harm die Talkshow Harm & Hegseth bei VGTV zu moderieren. Als Teil eines Moderationstrios führte Harm im Jahr 2023 erneut durch das VG-Lista-Konzert in Oslo.

## Auszeichnungen
- 2019: Gullruten, „Publikumspreis“ (mit Morten Hegseth)
- 2019: Vixen Influencer Awards, „Influencer des Jahres“